# 석보 (수호전)
석보(石寶)는 중국의 사대기서(四大奇書) 중 하나인 《수호전》(水滸傳)에 등장하는 인물로, 방랍 휘하의 장수이다. 출신은 복주(福州)이며 직책은 남리대장군 원수(南離大將軍 元帥)로 방랍의 대태자이자 남안왕(南安王)인 방천정(方天定)이 통치하는 항주를 수비하는 4명의 원수 중 한 명이다. 세 겹의 갑옷이든 무쇠와 구리도 날카롭게 베는 예리함을 지닌 보도인 '벽풍도(劈風刀)'와 유성추를 사용하며, 그 솜씨는 관승과 호각을 이룰 정도. 또한 자신의 무용을 믿고 독자적인 행동은 하지 않고, 등원각 등 아군과 연계하여 움직임으로써 수가 많은 양산박군에게 부대가 개별 격파당하는 것을 최소화하는 신중함과 통솔력을 겸비하였다. 석보와 그 휘하의 군사들은 양산박의 13명의 장수를 죽인 명실상부한 최강의 적이다. 114회~118회에서 등장한다.

## 생애
석보가 처음 등장하는 것은 양산박군이 숭덕현을 침공하고, 방천정(方天定)이 궁에서 협의를 열었을 때로 협의 의 결과 세 방향에서 밀고오는 송군을 이쪽에서도 세 곳으로 나누어 맞아 싸우게 되고, 석보는 온극양(温克譲), 조의(趙毅), 오치(吳値), 냉공(冷恭), 염명(廉明), 장도원(張道原), 왕인(王仁), 봉의(鳳儀) 등 여덟 장수를 이끌고 성곽에서 적을 맞아 싸우게 된다.
관군 도착 후, 순식간에 왕인과 봉의를 맞아 방랍군은 항주성까지 몰리지만 며칠 뒤 퇴각한 방랍군을 정찰하러 온 서녕과 학사문을 북관문 앞까지 유인해 서녕을 독화살로 사살하고, 학사문은 붙잡아 참수했다. 다음으로 양산박군의 장순은 수문인 용금문을 통해 성내로 침입하려 했다. 이를 방랍군은 성벽 위에 숨어 있던 병사들이 화살비로 장순을 사살해 침입을 막는다. 송강이 장순의 제사를 지내기위해 용금문으로 향했음을 감지하자 열 명의 수장을 보냈으나 미리 대기하고 있던 복병에게 습격당하여 조의, 탕봉사, 모적, 원흥, 소경 등 다섯 명을 잃는다. 양산박을 상대로 고전하면서도 한 발짝도 물러서지 않는 방랍군 본대였으나 여천윤이 지키는 독송관이 함락되고, 협공을 하려고 양산박군은 성으로 맹렬히 쳐들어와 북관문에서 비로소 석보 자신이 직접 전장에서 선봉인 관승과 일대일로 대결하게 되는데 서로 만만치 않다고 보고 그날은 양군 퇴각되었다. 한편 동관문에서는 등원각이 노지심과 한판 승부를 벌이지만 무송이 노지심을 도우러 오자 등원각은 도망가고 등원각쪽에서도 패응기가 도우러 나가는데 패응기는 무송에게 패해 죽는다. 그리고 독송관에 이어 사행방이 지키는 덕청현이 노준의에게 함락되면서 사태는 급변, 세 방향으로 나뉘어 있던 양산박군이 성 아래에서 집결하여 맹공을 가하기 시작한다. 전날에 이어 북관문에서 선봉으로 출격한 석보는 뛰쳐나온 색초와 칼날을 맞대고 색초를 유인해서 특기인 유성추로 색초를 죽인다. 또 색초를 구하려고 달려온 등비도 칼로 베어 죽였다. 이 마신(魔神) 같은 석보의 활약을 본 방랍군은 성안에서 치고 나와 송군을 뿔뿔이 흩뜨렸다. 다시 북관문으로 쳐들어온 양산박군의 선봉 관승과 싸우기 위해 석보는 성을 나오는데 허술해진 성을 다른 양산박 부대에게 공격당하고 만다. 그러나 성안으로 들어가려던 유당에게 수비 병력이 성문을 떨어뜨려 죽임으로써 양산박군을 퇴각시켰다. 다음날 이규등 네 두령이 이끄는 보병군이 석보의 군사와 격돌, 석보는 오치와 염명을 거느리고 출진했으나 난전 속에서 말을 이규에게 베여 패주하고, 염명은 포욱에게 습격당한다. 방랍군은 보병 네 두령에게 순식간에 성벽에까지 몰려버리는데, 성안으로 혼자 들어간 포욱을 석보는 성문 뒤에서 칼을 들어 베어 죽이고, 양산박군을 물리쳤다.
잦은 양산박군의 공격을 막은 항주 방랍군이지만 민간 배에 숨어든 양산박 8명의 두령이 결국 성안으로의 침입을 성공한다. 성안에서 불을 지르고 방천정은 도망을 가다가 장횡에게 죽고 항주성은 함락되어 냉공과 최욱은 습격당해 죽고 오치와 장도원은 생포된다. 석보는 등원각과 온극양, 왕적, 조중 등과 함께 부양현으로 퇴각하고, 백흠과 경덕과 합류하여 재기를 꾀하지만 실패하여 온극양을 잃는다. 그리고 동려현으로 도주하여 오룡령 관소에 주둔하면서 오룡령의 수채를 수비하는 성귀, 적원, 교정, 사복 등 네 명의 수군두목과 연계하여 수로에서 쳐들어오는 완소이를 죽이고, 맹강을 화포로 날려보낸 다음 오룡령을 올라와 관내로 침입하려던 해진, 해보를 포위 속에 죽이고 그 시신을 오룡령 관 아래 드러내며 양산박군을 포위하였다. 그러나 양산박군의 반격과 뜻하지 않은 원군으로 왕적과 조중을 잃고 방랍군은 퇴각하게 된다.
여기까지는 양산박군의 공격을 막아 선전하는 것처럼 보이는 방랍군이었으나 양산박군이 샛길을 따라 목주로 돌면서 목주에서 가까운 청계현 황궁에 있는 방랍의 입지도 위태롭고 준엄한 오룡령의 요해도 소용이 없게되었다. 석보는 샛길을 막기위한 원군을 요청하지만 방랍은 들어주지 않아 빤히 들여다보이는 양산박군이 목주로 침입하게 되고 만다. 양산박군의 출현에 놀란 목주군은 곧 석보에게 구원을 청하지만 석보는 구원을 거부했던 일에 화가 나서 구원을 거부했고, 등원각은 이 사태를 중히 보고 석보가 말리는 것을 무시하고 병사 오천과 함께 령을 내려갔는데 그때 마침 양산박군도 오룡령을 공격하려 진군하던 중 등원각군과 마주치고 등원각은 화영에게 죽고만다.
이 후 석보는 사심에 의해 전우를 잃은 것을 뉘우쳤는지 양산박군과 포도을, 정표 등 목주군과의 전투에서 오룡령 서쪽에 포진해 있던 양산박군을 공격해 백흠의 표창에 맞아 말에서 떨어진 마린을 한칼에 베어 쓰러뜨리고 덤벼든 연순을 유성추로 죽였다. 더욱 밀고 쳐들어가려는 석보였으나 눈앞에 분노한 관승이 나타나 상대하기 힘들다고 보고 서둘러 령 위로 퇴각하였다. 그러나 이미 목주는 함락되고 오룡령은 동서에서 공격받는 형국이어서 오룡령 관소는 대혼란을 빚었고, 백흠은 여방과 함께 골짜기에 떨어져 죽고, 경덕은 동관군의 왕품에게 죽고, 성귀와 사복은 생포되었으며 적원과 교정은 행방불명이 된다. 정상에 선 석보는 동서 양쪽에서 밀고들어오는 양산박군을 보고 더 이상 퇴로가 없음을 깨닫고, 붙잡혀 수모를 당할까봐 벽풍도로 스스로 목숨을 끊었다.

## 같이 보기
- 수호전
- 방랍
- 등원각
- 여천윤
- 사행방